# M/S Zhen Hua 32
M/S Zhen Hua 32 är ett kinesiskt fraktfartyg för tungt styckegods.
Zhen Hua 32 byggdes 2000 av Oshima Shipbuilding Co., Ltd i Oshima i Saikai i Japan. Hon hette tidigare North Fortune III och seglade för NYK Line. Hon ägs av Shanghai Zhenhua Shipping Co. Ltd i Shanghai i Kina, ett dotterföretag till China Communications Construction Company (CCCC).
Zhen Hua 32 är 235 meter långt och har ett lastdäck på 165,6 x 43,0 meter.

### Bildgalleri

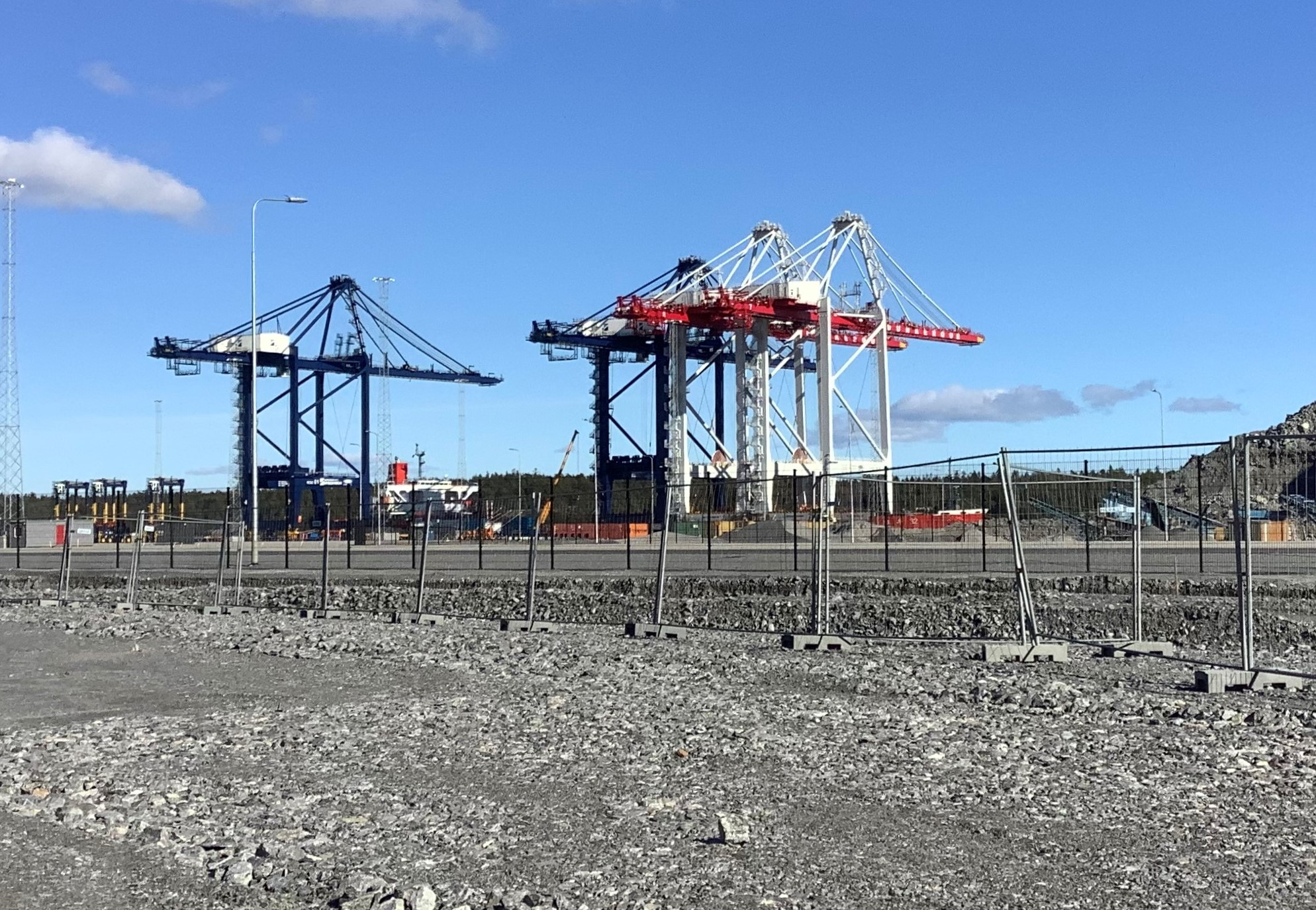
Leverans av super postpanaxkranar från Kina till Stockholm Norvik Hamn i mars 2020 med M/S Zhen Hua 32.